# Tommaso Ragno
Tommaso Ragno (Vieste, 1º giugno 1967) è un attore italiano.

## Biografia
Nato a Vieste, in provincia di Foggia, nel 1967, ha studiato presso la Scuola d’Arte Drammatica Paolo Grassi di Milano. Nel 1988 ha debuttato con la tragedia greca ne La seconda generazione, per la regia di Mario Martone, che lo dirigerà anche in Woyzeck di Georg Büchner. Al teatro greco è ritornato nel 2004 con la Medea da Euripide per la regia di Emma Dante. Lunga è stata la collaborazione con Carlo Cecchi, che l'ha diretto fin dagli anni ’90, ma molti altri sono i registi teatrali con cui ha lavorato: Giorgio Strehler, Luca Ronconi, Toni Servillo, Valerio Binasco, Carmelo Rifici, Cesare Lievi.
Nel 1997 ha interpretato il suo primo film, Tutti giù per terra di Davide Ferrario; è stato poi il protagonista di Chimera per la regia di Pappi Corsicato (2001) ed è inoltre stato al fianco di Isabelle Huppert in Médée miracle per la regia di Tonino De Bernardi (2007). Con Emidio Greco ha girato Il consiglio d'Egitto (2002) e L’uomo privato (2007); con Bertolucci Io e te (2012), con Paolo Virzì La pazza gioia (2015), con Roberta Torre Riccardo va all'inferno (2017) e con Alice Rohrwacher Lazzaro felice (2017).
Dal 2004 è voce narrante a Radio Tre con Il ritratto di Dorian Gray, Dracula, Camera con vista, Frankenstein e altri classici della letteratura nel programma radiofonico Ad alta voce su Rai Radio 3. A partire dal 1998 con Più leggero non basta diretto da Elisabetta Lodoli, ha interpretato vari ruoli in diverse fiction, imponendosi come protagonista nella serie Distretto di Polizia-11 e ne Il tredicesimo apostolo, e prendendo poi parte alle serie prodotte da Sky: 1992 (2015), interpretando il personaggio di Michele Mainaghi e Il miracolo (2018) di Niccolò Ammaniti nel ruolo di Marcello, per il quale riceve il Premio Flaiano per la miglior interpretazione.
Nel 2019 è stato tra i protagonisti del film tv, diretto da Roan Johnson, La stagione della caccia - C'era una volta Vigata tratto da uno dei romanzi storici di Andrea Camilleri.
Nel corso del 2018-2020 ha interpretato il preside Fedeli in Baby, serie di Netflix diretta da Andrea De Sica, Anna Negri e Letizia Lamartire ispirata allo scandalo delle "baby squillo" del 2013 nel quartiere Parioli di Roma. Nel 2020 ha fatto inoltre parte di Fargo, serie televisiva statunitense dell'emittente FX, e ha vestito i panni di Giancarlo Maroni (architetto della residenza di Gabriele D'Annunzio) nel film Il cattivo poeta, dedicato al celebre scrittore, interpretato da Sergio Castellitto. Nel 2023 partecipa al film Come pecore in mezzo ai lupi.

## Teatro
- La seconda generazione, drammaturgia e regia da tragedie greche, regia di Mario Martone (1988)
- Lettere alla fidanzata di Renato Gabrielli dalle lettere di Fernando Pessoa, regia di Mauricio Paroni De Castro (1989)
- Woyzeck di Georg Büchner, regia di Mario Martone (1989)
- Elettra di Euripide, regia di Massimo Castri (1989)
- Oltremare di Renato Gabrielli, regia di Mauricio Paroni De Castro (1990)
- Ifigenia in Tauride di Euripide, regia di Massimo Castri (1990)
- La dodicesima notte di William Shakespeare, regia di Carlo Cecchi (1991)
- Oreste di Euripide, regia di Massimo Castri (1991)
- Strano interludio di Eugene O'Neill, regia di Luca Ronconi (1991)
- Misura per misura di William Shakespeare, regia di Luca Ronconi (1992)
- Leonce e Lena di Georg Büchner, regia di Carlo Cecchi (1993)
- La locandiera di Carlo Goldoni, regia di Carlo Cecchi (1994)
- La bottega del caffè di Carlo Goldoni, regia di Gianfranco De Bosio (1994)
- Il bugiardo di Carlo Goldoni, regia di Gianfranco De Bosio (1994)
- La scuola delle mogli di Molière, regia di Cristina Pezzoli (1995)
- Pinocchio. Storia di un burattino di Carlo Collodi, regia di Stefano De Luca (1996)
- Amleto di William Shakespeare, regia di Carlo Cecchi (1996)
- Io, l'erede di Eduardo De Filippo, regia di Andrée Ruth Shammah (1996)
- I capricci di Marianna di Alfred de Musset, regia di Mina Mezzadri (1996)
- L'avaro di Molière, regia di Lamberto Puggelli, Teatro Lirico di Milano (1997)
- Sogno di una notte di mezza estate di William Shakespeare, regia di Carlo Cecchi (1997)
- L'amore di Don Perimplino con Belisa nel giardino di Federico García Lorca, regia di Mina Mezzadri (1997)
- Caterina di Helbronn di Heinrich von Kleist, regia di Cesare Lievi (1998)
- Misura per misura di William Shakespeare, regia di Carlo Cecchi (1999)
- Hedda Gabler di Henrik Ibsen, regia di Carlo Cecchi (1999)
- Le nozze di Anton Čechov, regia di Carlo Cecchi (2000)
- Sik-Sik, l'artefice magico di Eduardo De Filippo, regia di Carlo Cecchi (2000)
- Il principe costante di Pedro Calderón de la Barca, regia di Cesare Lievi (2001)
- Tradimenti di Harold Pinter, regia di Valerio Binasco (2001)
- Elettra di Euripide, regia Piero Maccarinelli (2002)
- Medea di Euripide, regia di Emma Dante (2004)
- Verbò di Giovanni Testori, regia di Jean-René Lemoine (2004)
- Lo specchio del diavolo di Giorgio Ruffolo, regia di Luca Ronconi (2006)
- Troilo e Cressida di William Shakespeare, regia di Luca Ronconi (2006)
- Il nemico di Julien Green, regia di Carmelo Rifici (2007)
- Dalla tempesta, da Shakespeare e Pirandello, regia di Lucia Vasini (2008)
- La trilogia della villeggiatura di Carlo Goldoni, regia di Toni Servillo (2009)
- Abbastanza sbronzo da dire ti amo? di Caryl Churchill, regia di Carlo Cecchi (2012)
- Uno di Gabriele Frasca, regia di Alessandra Cutolo (2013)
- Intrigo e amore di Friedrich Schiller, regia di Marco Sciaccaluga (2016)
- Il gabbiano di Anton Čechov, regia di Marco Sciaccaluga (2017)
- M Il figlio del secolo di Antonio Scurati, regia di Massimo Popolizio (2022)
- Una relazione per un'Accademia di Franz Kafka (2023)

## Filmografia

### Cinema

Ragno con Iaia Forte in una scena del film Chimera, 2001

- Tutti giù per terra, regia di Davide Ferrario (1997)
- Chimera, regia di Pappi Corsicato (2001)
- Il consiglio d'Egitto, regia di Emidio Greco (2002)
- L'iguana, regia di Catherine McGilvary (2004)
- Anche libero va bene, regia di Kim Rossi Stuart (2005)
- Médée miracle, regia di Tonino De Bernardi (2007)
- L'uomo privato, regia di Emidio Greco (2007)
- Ripopolare la reggia (Peopling the Palaces at Venaria Reale), regia di Peter Greenaway (2007)
- Pandemia, regia di Lucio Fiorentino (2008)
- La passione, regia di Carlo Mazzacurati (2010)
- Missione di pace, regia di Francesco Lagi (2011)
- Io e te, regia di Bernardo Bertolucci (2012)
- Viaggio sola, regia di Maria Sole Tognazzi (2013)
- Un ragazzo d'oro, regia di Pupi Avati (2014)
- La nostra terra, regia di Giulio Manfredonia (2014)
- Ho ucciso Napoleone, regia di Giorgia Farina (2015)
- Poli opposti, regia di Max Croci (2015)
- La terra dei santi, regia di Fernando Muraca (2015)
- La pazza gioia, regia di Paolo Virzì (2016)
- E così sia (cortometraggio), regia di Cristina Spina (2016)
- I peggiori, regia di Vincenzo Alfieri (2016)
- Riccardo va all'inferno, regia di Roberta Torre (2017)
- Hotel Gagarin, regia di Simone Spada (2018)
- Lazzaro felice, regia di Alice Rohrwacher (2018)
- Copperman, regia di Eros Puglielli (2019)
- Il buco in testa, regia di Antonio Capuano  (2020)
- Il cattivo poeta, regia di Gianluca Jodice (2020)
- Tre piani, regia di Nanni Moretti (2021)
- State a casa, regia di Roan Johnson (2021)
- Security, regia di Peter Chelsom (2021)
- Una relazione, regia di Stefano Sardo (2021)
- Vetro, regia di Domenico Croce (2022)
- Nostalgia, regia di Mario Martone (2022)
- Ti mangio il cuore, regia di Pippo Mezzapesa (2022)
- Siccità, regia di Paolo Virzì (2022)
- Rapiniamo il duce, regia di Renato De Maria (2022)
- My Soul Summer, regia di Fabio Mollo (2022)
- Come pecore in mezzo ai lupi, regia di Lyda Patitucci (2023)
- Con la grazia di un Dio, regia di Alessandro Roja (2023)
- Iddu - L'ultimo padrino,  regia di Fabio Grassadonia e Antonio Piazza (2024)
- Vermiglio, regia di Maura Delpero (2024)
- Europa centrale, regia di Gianluca Minucci (2024)
- L’isola degli idealisti, regia di Elisabetta Sgarbi (2024)
- L'abbaglio, regia di Roberto Andò (2025)

### Televisione
- Più leggero non basta, regia di Elisabetta Lodoli - film TV - Rai 2 (1998)
- Distretto di Polizia 2, regia di Antonello Grimaldi - serie TV, episodio 2x21 (2001)
- Doppio agguato, regia di Renato De Maria - miniserie TV - Canale 5 (2003)
- Un papà quasi perfetto, regia di Maurizio Dell'Orso - serie TV, 1 episodio - Rai 1 (2003)
- Orgoglio, regia di Giorgio Serafini e Vittorio De Sisti - serie TV, 13 episodi - Rai 1 (2004)
- Il maresciallo Rocca 5, regia di Fabio Jephcott - serie TV, 1 episodio - Rai 1 (2005)
- Elisa di Rivombrosa 2, regia di Cinzia TH Torrini - serie TV, 13 episodi - Canale 5 (2005)
- 48 ore, regia di Eros Puglielli - serie TV, 1 episodio - Canale 5 (2006)
- La stagione dei delitti 2, regia di Tiziana Aristarco - serie TV, 1 episodio - Rai 2 (2007)
- R.I.S. 4 - Delitti imperfetti, regia di Pier Belloni - serie TV, episodio 4x19 - Canale 5 (2008)
- Distretto di Polizia, regia di Antonello Grimaldi e Alberto Ferrari - serie TV, 26 episodi - Canale 5 (2011-2012)
- Il tredicesimo apostolo, regia di Alexis Sweet - serie TV, 24 episodi - Canale 5 (2012-2014)
- Le tre rose di Eva 3, regia di Raffaele Mertes - serie TV, 6 episodi - Canale 5 (2015)
- Fuoriclasse 3, regia di Tiziana Arisarco - serie TV, 8 episodi - Rai 1 (2015)
- 1992, regia di Giuseppe Gagliardi - serie TV, 5 episodi - Sky Atlantic (2015)
- Non uccidere, regia di Giuseppe Gagliardi - serie TV, episodio 1x11 - Rai 3 (2016)
- Maria Mafiosi, regia di Julie Ronstedt, serie TV, Germania (2016)
- La porta rossa, regia di Carmine Elia - serie TV - Rai 2 (2017- 2023)
- 1993, regia di Giuseppe Gagliardi - serie TV, episodi 2x03 e 2x05 - Sky Atlantic (2017)
- Baby, regia di Andrea De Sica - serie TV - Netflix (2018-2020)
- Il miracolo, regia di Niccolò Ammaniti, Francesco Munzi e Lucio Pellegrini - serie TV, 8 episodi - Sky Atlantic (2018)
- Fabrizio De André - Principe Libero, regia di Luca Facchini - film TV - Rai 1 (2018)
- La stagione della caccia - C'era una volta Vigata, regia di Roan Johnson - film TV - Rai 1 (2019)
- Il processo, regia di Stefano Lodovichi - serie TV - Canale 5 (2019)
- Fargo – serie TV, episodi 4x01-4x02 - Sky Atlantic / Rai 4 (2020)
- Anna – miniserie TV, puntata 3 - Sky Atlantic (2021)
- Speravo de morì prima, regia di Luca Ribuoli – miniserie TV, episodio 1 - Sky Atlantic (2021)
- Luna Park, regia di Leonardo D'Agostini e Anna Negri - serie TV - Netflix (2021)
- Maradona: sogno benedetto (Maradona: sueño bendito), regia di Alejandro Aimetta e Edoardo De Angelis - serie TV - Prime Video, episodio 7 (2021)
- Monterossi, regia di Roan Johnson - serie TV - Prime Video (2022-2023)
- No Activity - Niente da segnalare, regia di Valerio Vestoso - miniserie TV - Prime Video, episodi 5-6 (2024)
- Imma Tataranni - Sostituto procuratore, regia di Francesco Amato – serie TV - Rai 1, 4 episodi (2025)
- Hotel Costiera – serie TV - Prime Video (2025)

## Radio
Letture per Radio 3 - Ad alta voce:
- Il ritratto di Dorian Gray di Oscar Wilde (2006)
- Camera con vista di Edward Morgan Forster (2008)
- Da Quarto al Volturno. Noterelle di uno dei Mille di Giuseppe Cesare Abba (2011)
- Dracula di Bram Stoker (2012)
- Frankenstein di Mary Shelley (2013)
- Shakespeare 450° - I sonetti (2014)
- Addio alle armi di Ernest Hemingway (2014)
- Napoli in Burattini, Streghe e Briganti di Walter Benjamin (2015)
- Dove fioriscono i limoni. L'Italia di Goethe 200 anni dopo (2016)
- Conversazione in Sicilia di Elio Vittorini (2016)
- Il Monaco di Matthew Gregory Lewis (2017)
- I dieci giorni che sconvolsero il mondo di John Reed (2017)

## Audiolibri
- Dracula di Bram Stoker (2014)
- Il nome della rosa di Umberto Eco (2016)
- Il pendolo di Foucault di Umberto Eco (2016)
- Oliver Twist di Charles Dickens (2018)
- L'uomo che guardava passare i treni di Georges Simenon (2019)
- Il profumo di Patrick Süskind (2020)
- Vita e destino di Vasilij Semënovič Grossman (2020)
- La luna e i falò di Cesare Pavese (2021)
- Baudolino di Umberto Eco (2023)

## Concerti
- Festival Prokofiev IV (2014)

## Premi e riconoscimenti
- David di Donatello
  - 2025 – Candidatura al miglior attore protagonista per Vermiglio

- Nastro d'argento
  - 2022 - Migliore attore non protagonista - Nostalgia